# Kazimierz Gawęcki
Kazimierz Gawęcki (ur. 2 kwietnia 1915, zm. 20 stycznia 2003 w Poznaniu) – polski chemik rolny, zoolog, rektor Wyższej Szkoły Rolniczej w Poznaniu (1954–1959).

## Kariera
Studia rolnicze rozpoczął na Uniwersytecie Poznańskim w 1933. Specjalizował się w agrochemii. Praca dyplomowa pod kierunkiem prof. Feliksa Terlikowskiego. Uczestnik kampanii wrześniowej (rok w niewoli niemieckiej). Od 1941 w Biłgoraju, gdzie pracował w Lubelskiej Izbie Rolniczej. W 1945 wrócił do Poznania i zabezpieczał mienie naukowe uniwersytetu. Zatrudnił się w Zakładzie Hodowli Ogólnej Zwierząt, gdzie w 1947 zorganizował samodzielną Pracownię Żywienia Zwierząt. W 1948 na Wydziale Rolnym Uniwersytetu i Politechniki we Wrocławiu uzyskał stopień doktora na podstawie pracy „Badania nad wczesnozimowym tuczem gęsi dorosłych w świetle dymorfizmu płciowego”. Od 1954 profesor nadzwyczajny, a od 1967 zwyczajny. Sprawował funkcję prodziekana Wydziału Zootechnicznego Uniwersytetu Poznańskiego. Od 1985 na emeryturze. Prywatnie interesował się łowiectwem.
Pochowany na cmentarzu św. Jana Vianneya w Poznaniu (28 stycznia 2003) (kwatera św. Barbary-30-13).

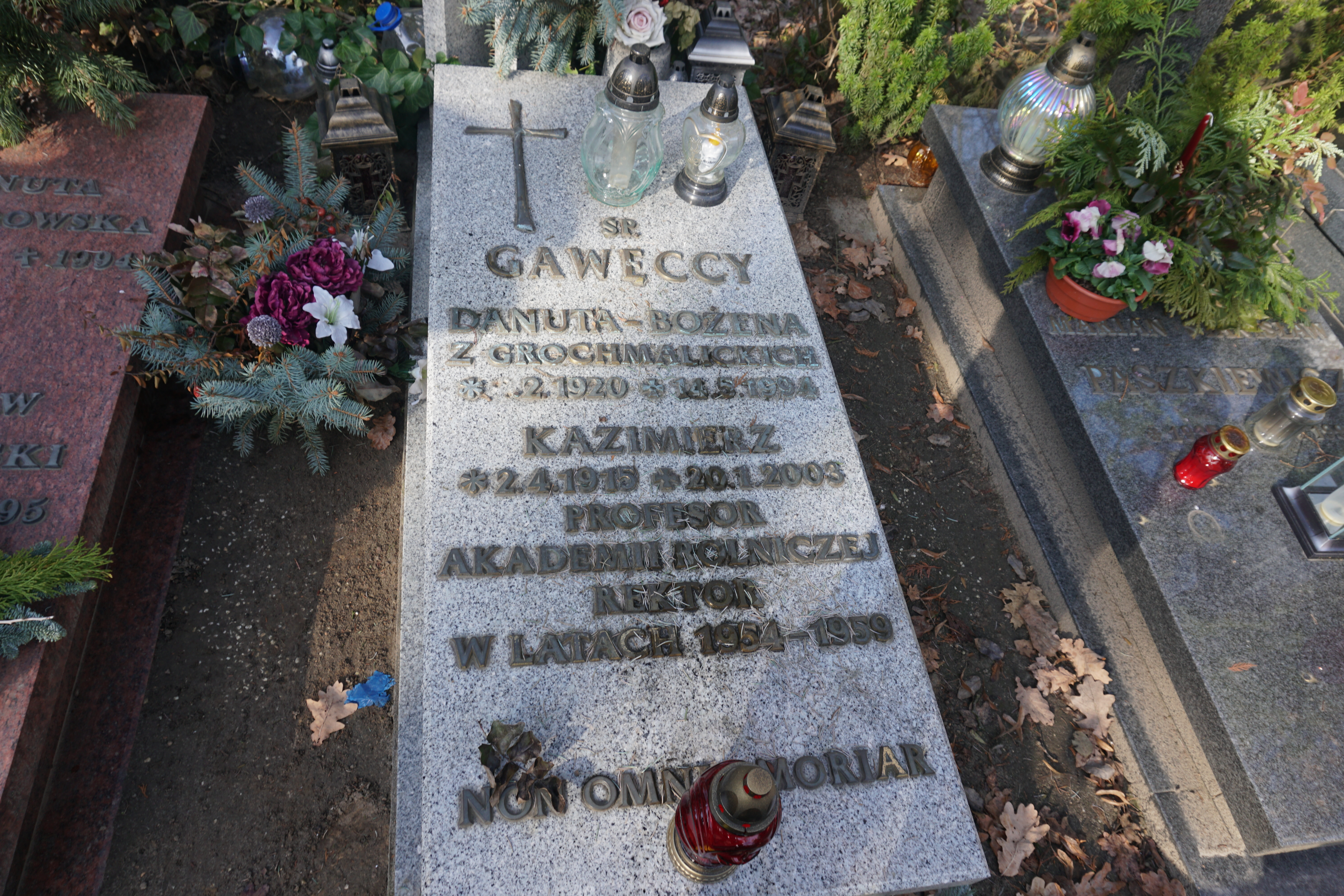
Grób profesora Kazimierza Gawęckiego na Cmentarzu Sołackim

## Dokonania
Główne zainteresowania to: paszoznawstwo (efektywne żywienie zwierząt), antybiotyki, stymulatory wzrostu, premiksy pasz. Promotor 14 prac doktorskich i opiekun ośmiu prac habilitacyjnych. Ogłosił około 150 oryginalnych prac twórczych. Współautor pierwszego po II wojnie światowej podręcznika Żywienie zwierząt domowych. W latach 1957–1963 przewodniczący Sekcji Studiów Rady Głównej Szkolnictwa Wyższego, a od 1969 do 1971 przewodniczący Komitetu Nauk Zootechnicznych. Uhonorowany doktoratem honoris causa Akademii Rolniczej w Poznaniu i we Wrocławiu, a także nazwą Kolegium Gawęckiego przy ul. Wołyńskiej w Poznaniu.

## Odznaczenia i wyróżnienia[5]
- Krzyż Oficerski Orderu Odrodzenia Polski
- Krzyż Kawalerski Orderu Odrodzenia Polski
- Medal 10-lecia Polski Ludowej
- Medal 30-lecia Polski Ludowej
- Medal 40-lecia Polski Ludowej
- Medal Komisji Edukacji Narodowej
- Odznaka tytułu honorowego „Zasłużony Nauczyciel Polskiej Rzeczypospolitej Ludowej”
- Odznaka „Zasłużony Pracownik Przemysłu Spożywczego i Skupu”
- Odznaka „Zasłużony Pracownik Rolnictwa”
- Nagroda miasta Poznania I stopnia (1970)
- Nagroda Sekretarza Naukowego PAN (1981)